# 宇內溪
宇內溪，原名烏來溪，是臺灣北部的一條河川，位於桃園市復興區義盛里境內。全長約6公里。「宇內」（Ú-lāi）與「烏來」在閩南語中發音相近。

## 簡介
宇內溪發源於南、北插天山，即集水區東方鄰近海拔1,727公尺的塔開山附近。其集水區內地形呈現由東向西方向走勢，北方上游支流主要水系流經中島，南方上游水系則流經上宇內，並在上宇內與下宇內（亦稱小烏來）中途匯流往下流，且稍後再下宇內與另一支流會合，流經義盛及其下游的小烏來瀑布，最後於北橫公路羅浮附近注入大漢溪主流，總集水面積約為2061.92公頃。
由於宇內溪落差大，行成一連串飛瀑，除最下游的小烏來瀑布外，上游還有散花、玉牆、白紗、赫威多道瀑布，通稱為「宇內溪瀑布群」。